# 安吉卓瑪

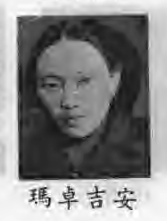
民國37年出版的《第一屆國民大會專輯》中的安吉卓瑪肖像

安吉卓瑪（藏語：ཨ་སྐྱིད་སྒྲོལ་མ་，威利转写：a-skyid sgrol ma；約1919年—?年），女，青海蒙古族，民国初年青海省人，曾當選青海右翼盟選出之第一屆國民大會代表。
其夫龍舟是綽羅斯南右翼首旗札薩克多羅郡王淋沁旺濟勒的養子，曾任第一屆監察委員。

## 經歷[2]
- 私塾11年
- 青海蒙古右翼盟綽羅斯南右翼首旗協理
- 民國36年（1947年），當選為青海蒙古右翼盟選出之第一屆國民大會代表